# Paedophryne
Paedophryne is een geslacht van kikkers uit de familie van de smalbekkikkers (Microhylidae). 

## Uiterlijke kenmerken
Alle soorten blijven zeer klein en worden ongeveer zeven tot 10,9 millimeter lang. De soort Paedophryne amauensis bereikt een lichaamslengte van zeven tot acht millimeter en geldt als de kleinste kikker ter wereld, meer nog, als kleinste gewervelde diersoort ter wereld. De geslachtsaanduiding Paedo(-)phryne verwijst hiernaar en betekent vrij vertaald 'kind-kikker'. 

## Verspreidingsgebied
Alle soorten komen voor in delen van Azië en leven endemisch in Papoea-Nieuw-Guinea.

## Taxonomie en naamgeving
Er zijn zeven verschillende soorten beschreven, inclusief de pas in 2015 beschreven soort Paedophryne titan. Paedophryne is voor het eerst wetenschappelijk beschreven door Fred Kraus in 2010. Van de zeven bekende soorten zijn er vijf door Kraus wetenschappelijk beschreven. De naam Paedophryne is volgens Kraus afkomstig van Oudgrieks paidos, 'kind' en phryne, 'pad'. Het woord voor 'kind' in het Oudgrieks is echter pais (παῖς).

### Soortenlijst
Het geslacht Paedophryne omvat de volgende soorten:
- Soort Paedophryne amauensis
- Soort Paedophryne dekot
- Soort Paedophryne kathismaphlox
- Soort Paedophryne oyatabu
- Soort Paedophryne swiftorum
- Soort Paedophryne titan
- Soort Paedophryne verrucosa